# Изабелла Кембриджская
Изабе́лла Ке́мбриджская (1409 — 2 октября 1484) — единственная дочь Ричарда Конисбурга, 3-го графа Кембриджа; старшая сестра Ричарда Плантагенета, 3-го герцога Йоркского, заявившего права на английский трон для дома Йорков. Во втором браке графиня Эссекс.

## Биография
Изабелла Кембриджская родилась в 1409 году и была старшей из двоих детей и единственной дочерью Ричарда Конисбурга, 3-го графа Кембриджа, и его жены, Анны Мортимер. Дедом Изабеллы по отцовской линии был Эдмунд Лэнгли, 1-й герцог Йоркский, четвёртый выживший сын короля Эдуарда III и его жены Филиппы Геннегау; бабушкой — Изабелла Кастильская, младшая дочь короля Кастилии и Леона Педро I и его любовницы Марии Падильи. По материнской линии Изабелла приходилась внучкой Роджеру Мортимеру, 4-му графу Марча, который рассматривался английской знатью как потенциальный наследник английского престола при бездетном короле Ричарде II, и Алиеноре Холланд, которая по отцовской линии через свою бабку Джоанну Плантагенет являлась потомком английского короля Эдуарда I и французского короля Филиппа III.
Анна Мортимер умерла в сентябре 1411 года, вскоре после рождения брата Изабеллы Ричарда. Отец Изабеллы был казнён за участие в Саутгемптонском заговоре 5 августа 1415 года; и хотя графский титул был конфискован, удалось сохранить часть владений, наследником которых стал четырёхлетний Ричард. Вскоре после казни Конисбурга в битве при Азенкуре погиб его бездетный старший брат Эдуард, наследником которого стал также брат Изабеллы.
В трёхлетнем возрасте саму Изабеллу обручили с сэром Томасом Греем, сыном Томаса Грея из Хитона и Элис Невилл; брак был заключён после февраля 1413 года и аннулирован до 1426 года.
С разрешения папы Мартина V в период до 25 апреля 1426 года был заключён новый брак: избранником Изабеллы стал Генри Буршье, 1-й граф Эссекс, старший сын Уильяма Буршье, графа д’Э, и Анны Глостерской. В браке с Генри Анна родила по разным данным восемь или десять детей.
Генри Буршье умер 4 апреля 1483 года. Овдовевшая Изабелла скончалась 2 октября 1484 года. Тело Изабеллы Кембриджской было погребено рядом с телом её второго мужа в аббатстве Билей недалеко от Молдона, Эссекс, однако, позже было перезахоронено в Литтл-Истоне, также в Эссексе.

## Семья
В браке с Генри Буршье Изабелла родила семерых сыновей и дочь:
- Уильям (ум. 1480) — виконт Буршье; был женат на Анне Вудвилл, сестре королевы Елизаветы и дочери Ричарда Вудвилла, 1-го графа Риверса, и Жакетты Люксембургской, от которой имел сына и двух дочерей.
- Генри (ум. 1462) — был женат на Элизабет Скейлз, дочери и наследнице Томаса Скейлза, 7-го барона Скейлза; детей не имел.
- Хамфри (ум. 1471) — 1-й барон Кромвель; был женат на Джоан Стэнхоуп, дочери Ричарда Стэнхоупа из Рэмптона, детей не имел. Погиб в битве при Барнете.
- Джон (ок. 1438—1495) — был дважды женат: первым браком на Элизабет Грей, вдове сэра Эдварда Грея, а также внучке и наследнице Уильяма Феррерса, 5-го барона Феррерса из Гроуби; вторым браком на Элизабет Чайчел; детей не имел.
- Томас (до 1448—1492) — был женат на Изабелле Барр, детей не имел.
- Эдуард (ум. 1460) — убит в битве при Уэйкфилде.
- Фульк (ум. в младенчестве)
- Изабелла (ум. в младенчестве)

Также, по мнению Элисон Вейр, у Изабеллы была вторая дочь по имени Флоренс, скончавшаяся в 1525/1526 годах, а также сын Хью, умерший в младенчестве.

## Комментарии
1. ↑  Будучи сильно привязанным к Марии Падилье, Педро I тайно женился на ней в 1353 году. Однако, летом того же года мать Педро и знать принудили молодого короля жениться на Бланке Бурбонской, которую Педро оставил вскоре после свадьбы ради Марии. Политические мотивы брака с Бланкой Бурбонской требовали от Педро отрицания того факта, что он уже женат; несмотря на это, его отношения с Падильей продолжались и она родила ему четверых детей[3].